# Paul Engelbrecht
Eduard Franz Paul Engelbrecht (* 18. August 1849 in Groß-Strehlitz, Provinz Schlesien; † 26. August 1909 in Wilmersdorf) war ein preußischer Offizier, zuletzt Generalleutnant.

## Laufbahn
Engelbrecht trat 1867 in das Infanterie-Regiment Nr. 63 der Preußischen Armee ein, wechselte jedoch 1870 zum Infanterie-Regiment Nr. 87. Mit dem Regiment nahm er 1870/71 am Krieg gegen Frankreich teil. Von 1874 bis 1875 war er Erzieher beim Kadettenhaus Wahlstatt und von 1875 bis 1877 Lehrer an der Hauptkadettenanstalt. Zwar kehrte er 1877 in das Infanterie-Regiment Nr. 87 zurück, wirkte aber noch bis 1880 gleichzeitig an der Kadettenschule. Ab 1885 war ausschließlich Lehrer an der Kriegsschule Anklam, ging aber 1889 als Kompaniechef zum Infanterie-Regiment Nr. 128, wo er von 1893 bis 1897 Bataillonskommandant war. Anschließend war Engelbrecht Kommandeur der Kriegsschule Anklam und vom 16. Juni 1901 bis zum 21. April 1905 Kommandeur des Infanterie-Regiments „von Grolmann“ (1. Posensches) Nr. 18. Anschließend fungierte Engelbrecht, seit 22. April 1905 Generalmajor, bis zum 20. März 1908 als Kommandeur der 23. Infanterie-Brigade in Neisse, seit 1904 in Gleiwitz.